# Manon Sioui
Pour les articles homonymes, voir Sioui.
Manon Sioui, née en 1962, est une écrivaine, sculptrice, illustratrice et artisane huronne-wendat canadienne.

## Biographie
Née en 1962, Manon Sioui est active dans le milieu artistique depuis la fin des années 1980. Elle participe à de nombreux concours de sculptures et d’illustrations, ce qui lui permet de réaliser le logo l’Hôtel Musée de Wendake,. Elle est également sélectionnée pour réaliser la fresque du peuple wendat, affichée près de la chute Kabir Kouba, à Wendake, ainsi qu’une partie de la fresque du 400e de Québec qui se trouve à Lyon, en France. Ses talents de dessinatrice la mènent aussi à illustrer plusieurs ouvrages, dont deux de l’auteur Jean Sioui.
Manon Sioui réalise plusieurs expositions de montage de poupées au Canada (Wendake, Montréal, Toronto et Ottawa), en France, en Allemagne, au Danemark, en Suisse et en Italie. Certaines de ses œuvres ont également « été acquises par le Musée du Québec, le Musée de la Civilisation, le Musée de Wendake ainsi que par le Musée de la Rochelle en France ». Afin de promouvoir la transmission « du savoir-faire et de la théorie du métier d’art », elle participe à différentes conférences et parfois des performances ,.
Depuis 2022, l’un de ses montage se trouve en exposition permanente au Vatican,. La même année, elle participe à l’exposition Yahndawa’ : portages entre Wendake et Québec aux côtés, notamment, de Anne-Marie Bouchard, Guy Sioui Durand et Andrée Lévesque Sioui.Yahndawa’ se veut un lieu d’échange ; en effet, sept artistes de Wendake et sept artistes de Québec y participent dans le but de relier les communautés de Atiawenhrahk et de Saint-Charles. L’exposition est divisée en série ; de leur côté, Manon Sioui, France Gros-Louis Morin et Anne-Marie Bouchard explorent « les techniques dérivées du cyanotype » en plus de présenter des vidéos, des sculptures et des paysages miniatures.
En plus de ses autres activités artistiques, Manon Sioui est écrivaine pour la jeunesse. Elle publie deux livres aux éditions Hannenorak : L’Être étrange qui venait de l’Ouest, publié en 2011, et L’Être à l’image des feuilles de maïs.

### Visite papale
En 2022, Manon Sioui est mandatée par le Vatican afin de confectionner un chasuble, une étole et une mitre pour le pape François. L’artisane réalise les vêtements en broderie de poils d’orignal, une technique ancestrale propre à la nation huronne-wendate.

## Œuvres

### Jeunesse
- L’Être étrange qui venait de l’Ouest (ill. Samuel Sioui Robitaille), Wendake, Éditions Hannenorak, 2011, 63 p. (ISBN 978-2-923926-01-8)
- L’Être à l’image des feuilles de maïs, Wendake, Éditions Hannenorak, 2013, 97 p. (ISBN 9782923926070)

### Albums à colorier
- Tiohka'! : colorions!, Wendake, Éditions Hannenorak, 2010, 26 p. (ISBN 978-2-923926-00-1)

#### En tant qu’illustratrice
- Jean Sioui, Hannenorak, Québec, Le loup de gouttière, 2004, 48 p. (ISBN 2-89529-100-4)
- Jean Sioui, Hannenorak et les rêves, Wendake, Éditions Hannenorak, 2018, 54 p. (ISBN 9782923926223)
- Raconte-moi l’harmonie du monde, Wendake, IDDPNQL, 2019, 257 p.

## Prix et honneurs
- 2009 : lauréate de la Médaille pour service exemplaire d'agent de la paix[13]